# Banu Asad
I Banu Asad (in arabo  بنو أسد‎?) (lett. "Figli del leone") erano una tribù del Najd in età preislamica e nell'epoca in cui agì Maometto.
Essi si proclamavano Arabi Adnaniti ed erano uno dei gruppi tribali più importanti dell'intera Penisola araba.

## Diffusione
Furono particolarmente rispettati dai seguaci della Shi'a, dal momento che furono essi a seppellire il corpo dell'Imam al-Husayn ibn Ali - ucciso nella Battaglia di Kerbela, provvedendo anche all'inumazione della sua famiglia (di cui era scampato il solo suo figlio Ali ibn al-Husayn, detto Zayn al-Abidin, considerato il quarto Imam sciita - e dell'intero suo seguito.

Oggi numerosi membri originari di questa antica tribù araba vivono in varie città irachene, quali Bassora, Najaf, Kufa, Karbala, Nasiriyya, Al-'Amara, al-Kut, Hilla, Diyala, Baghdad. Anche in Libano vivono numerose persone che reclamano di discendere dai B. Asad del Najd, e così pure in Arabia Saudita, Kuwait, Qatar, Yemen, Egitto (in Sinai). Membri che pretendono di discendere dai B. Asad si possono trovare anche in Khūzestān, nella città iraniana di Ahwaz (il cosiddetto Arabistan).

## Storia
I Banū Asad sono stati una tribù beduina adnanita che pretendeva di discendere da Ismaele, figlio di Abramo, giunto anch'egli dalla Mesopotamia (moderno Iraq) dalla biblica città di Ur, nell'Iraq meridionale.
Da notare che i Banū Asad ibn Khuwaylid (cui apparteneva la prima moglie di Maometto, Khadija) non hanno nulla a che fare col gruppo assai meno numeroso dei B. Asad del Najd. Tra l'altro i primi non erano una tribù, bensì un semplice clan dei Quraysh del Hijaz.

## Genealogia
I Banu Asad si dicevano discendenti di Asad b. Khuzaymah b. Mudrika b. Ilyas b. Mudar b. Nizar b. Ma'ad b. Adnan, vantando un comune ascendente che li legava ai B. Quraysh, cui apparteneva Maometto, che avrebbe vissuto 6-7 anni con essi quando era molto piccolo.

## Migrazione in Iraq
I B. Asad emigrarono in Mesopotamia (attuale Iraq) nel VII secolo e s'insediarono nella zona di Kufa, tra le sponde del fiume Eufrate e Karbala, ma anche a Bassora e nell'Ahwar, spartendosi quei territori coi Banu Tamim. Gli Asad combatterono dalla parte di ʿAlī nella battaglia del Cammello. Molti Compagni del profeta Maometto e dell'Imam ʿAlī appartenevano ai B. Asad. Essi sostennero anche il figlio di ʿAlī, Husayn nella battaglia di Karbala del 10 Muharram del 61 E./9 o 10 ottobre 680 e numerosi fra essi trovarono la morte in questa epocale scontro tra musulmani di diverso orientamento istituzionale..